# Parque Nacional do Rio Mary
O Parque Nacional do Rio Mary é um parque nacional australiano localizado a cerca de 100 quilômetros a leste e se estendendo para o sudeste de Darwin, no Território do Norte.